# Cantón de Crécy-sur-Serre
El cantón de Crécy-sur-Serre era una división administrativa francesa, situada en el departamento de Aisne y la región de Picardía.

## Composición
El cantón estaba formado por diecinueve comunas:
- Assis-sur-Serre
- Barenton-Bugny
- Barenton-Cel
- Barenton-sur-Serre
- Bois-lès-Pargny
- Chalandry
- Chéry-lès-Pouilly
- Couvron-et-Aumencourt
- Crécy-sur-Serre
- Dercy
- Mesbrecourt-Richecourt
- Montigny-sur-Crécy
- Mortiers
- Nouvion-et-Catillon
- Nouvion-le-Comte
- Pargny-les-Bois
- Pouilly-sur-Serre
- Remies
- Verneuil-sur-Serre

## Supresión del cantón de Crécy-sur-Serre
En aplicación del Decreto n.º 2014-202, de 21 de febrero de 2014, el cantón de Crécy-sur-Serre fue suprimido el 22 de marzo de 2015 y sus 19 comunas pasaron a formar parte del nuevo cantón de Marle.